# میدان شهرداری (شیراز)

میدان شهرداری (که به نام میدان شهدا و میدان توپخانه نیز شناخته می‌شود) میدانی در شیراز، ایران است. بلوار کریم‌خان زند در این میدان با خیابان‌های پیروزی و هجرت برخورد می‌کند. ساختمان سابق شهرداری شیراز، ارگ کریم‌خان و دادگستری کل استان فارس در پیرامون این میدان هستند.

## ترابری

### جاده‌ای
- بلوار کریم‌خان زند
- بلوار هجرت
- خیابان پیروزی

### اتوبوسرانی
- خط ۱
- خط ۲
- خط ۱۴
- خط ۳۵